# Pearl Aviation
Pour les articles homonymes, voir Pearl.
 (octobre 2019).
 (octobre 2019).
Pearl Aviation est une société australienne qui exploite trois aéronefs assurant des services d'inspection en vol d'aide à la navigation.

## Flotte
- 3 Beechcraft 200